# Utopia – Mixed by Above & Beyond

## Lista utworów
1. Jaytech feat. Melody Gough - Gray Horizon (Original Mix) - 5:38
2. Paul Keeley - Cloud 9 (Above & Beyond Edit) - 5:17
3. Dave Horne - In Our Dreams (Original Mix) - 6:44
4. Jamie Matrix - Gold Rush (Original Mix) - 4:44
5. Boom Jinx & Andrew Bayer - By All Means (Original Mix) - 5:44
6. Dinka - Aircraft (Original Mix) - 5:52
7. Oliver Smith - Sunday (Original Mix) - 4:00
8. Boom Jinx & Jaytech - Milano (Ad Brown Remix) - 5:44
9. Hydroform - Shine (Andrew Bennett & Rico Soarez Remix) - 4:46
10. 16 Bit Lolitas - Cold Energy (Original Mix) - 4:33
11. Sergey Tkachev - Alien & Butterfly (Original Mix) - 5:27
12. Velvetine - Safe [Wherever you Are] (Rank 1 Remix) - 5:51
13. Mat Zo - Rush 2009 (Original Mix) - 6:28
14. Above & Beyond - Far From Love (Oliver Smith Late Night Remix) - 5:51
15. Nitrous Oxide Feat. Aneym - Follow You (Armani Edit) - 5:24
16. Reeves - Call Of Loneliness (Andy Diguid Club Mix) - 5:49
17. Oliver Smith - Pacific (Original Mix) - 6:32
18. Signalrunners & Julie Thompson - These Shoulders (Club Mix) - 6:03
19. Boom Jinx feat. Thomas J. Bergersen - Remember September (Original Mix) - 6:30
20. Super8 & Tab - Irufushi (Ashley Wallbridge Remix) - 5:05
21. Mike Shiver - Everywhere You Are (Duderstadt Vocal Remix) - 5:41
22. Andy Moor - Fake Awake (Ecomix) - 6:39
23. Mat Zo - 24 Hours (Oliver Smith Mix) - 5:59
24. Maor Levi - Reflect (Original Mix) - 6:12
25. Above & Beyond pres. OceanLab - Clear Blue Water (Mike Shiver Garden State Remix) - 6:20
26. 7 Skies - Caffiene (Original Mix) - 6:06
27. Luminary - Amsterdam (Super8 & Tab Remix) - 5:41